# Хованский, Иван Фёдорович
Князь Ива́н Фёдорович Хова́нский (ум. 1625) — стольник, воевода и боярин во времена правления Бориса Годунова, Смутное время и правление Михаила Фёдоровича. Происходил из княжеского рода Хованских и был единственным сыном князя Фёдора Дмитриевича Хованского.

## Биография
В 1598 году упоминался разрядами в свите нового царя Бориса Фёдоровича Годунова среди стряпчих с платьем. В 1601 и 1603 годах — первый воевода в Рязани. В 1603 году сходный воевода Большого полка украинных войск.
В 1604 году «указал государь…Борис Федорович…в украиные городы послать столников и стряпчих смотрити дворян и детей боярских и всяких ратных людей… В болшой полк во Мценеск столнк князь Иван княж Федоров сын Хованской». Ещё до прихода второго самозванца под Москву, в Тушино, польский полковник Александр Лисовский был отправлен Лжедмитрием с отрядом «казаков и русских воров» на Рязанскую землю. Взяв город Зарайск, А. Лисовский засел в нём и укрепился. Рязанский воевода князь Иван Фёдорович Хованский и Захарий Петрович Ляпунов, пришедшие на помощь Зарайску, были разбиты Александром Лисовским, так как они по словам летописи «приидоша под Зарайский город не промыслом со пьяна».
В 1605 году осадный воевода в Шацке и велено ему ведать Канабеев острог, Елатьму, Темников, Касимов и Кадом. В 1606 году показан стольником. В мае 1606 года на свадьбе Лжедмитрия I и Марины Мнишек смотрел первым в кривой стол. В 1607 году первый воевода в Пскове.
В 1613—1614 годах служил первым воеводой во Пскове и во время воеводства поймал появившегося в этом городе Лжедмитрия III, сковал его и отослал в Москву, а его единомышленников отправил в тюрьму.
В 1616 году первый воевода за Москвою рекою у Лужецких ворот. В 1617 году послан на помощь Пскову, потом в Сивер, а после первым воеводою в Рязань. В 1617—1618 году первый воевода в Туле. В 1619—1621 годах воевода в Вязьме. 
В 1621 году на приёме турецкого посла заместничал с князем Р. И. Гагариным встречавшим посла, на что патриарх Филарет грозно вопросил заместничавших князей: «Тут де вам какие места?» и велел встречать и быть без мест. В 1622 году разбирал дворян и детей боярских луговской десятины. В том же году встречал на второй встрече близ малых сеней при представлении Патриарху турецкого посла. 
В 1623 году пожалован в бояре и послан первым воеводою в Астрахань, где находился и в 1624 году.
Умер Фёдор в 1625 год, не оставив после себя потомства.